# Coca-Cola European Partners
Coca-Cola Europacific Partners plc (CCEP) es una compañía embotelladora multinacional
británica que produce, distribuye y comercializa bebidas de The Coca-Cola Company. La división ibérica de Coca-Cola European Partners abarca España, Portugal y Andorra.

## Visión general
Coca-Cola European Partners fue creada el 28 de mayo de 2016 como resultado de la integración de Coca-Cola Iberian Partners, Coca-Cola Enterprises y Coca-Cola Erfrischungsgetränke AG, las tres principales compañías embotelladoras de The Coca-Cola Company en Europa Occidental.
La integración ha dado lugar al mayor embotellador independiente de The Coca-Cola Company en el mundo en términos de ingresos netos. Tras la integración se estimó alcanzar ahorros de costes anuales antes de impuestos de entre 350 y 375 millones de dólares aproximadamente en los tres años siguientes al cierre de la operación.
La división ibérica de Coca-Cola Europacific Partners cuenta en España con una plantilla de 4.030 empleados, 430.000 clientes y un total de 141 millones de consumidores, de los que 85 millones son turistas. Sus centros productivos en España son siete plantas de fabricación de refrescos y cinco manantiales desde los que distribuye agua mineral natural.

## Estructura de propiedad
La estructura de propiedad de Coca-Cola Europacific Partners es la siguiente:
| Rango | Nombre de Dueño            | Propiedad de porcentaje | Logotipo |
| ----- | -------------------------- | ----------------------- | -------- |
| 1     | Free Float                 | 48                      |          |
| 2     | Coca-Cola Iberian Partners | 34                      |          |
| 3     | The Coca-Cola Company      | 18                      | framelss |
|       | Total                      | 100                     |          |